# Augusto Rademaker
L'almirall Augusto Hamann Rademaker Grünewald (Rio de Janeiro, 11 de maig de 1905 — Rio de Janeiro, 13 de setembre de 1985) va ser un militar i polític brasiler que, en la seva virtut de Ministre de la Marina, va presidir la junta militar que va governar el país del 31 d'agost al 30 d'octubre de 1969, després de l'apartament del president Costa e Silva. Entre 1969 i 1974 va ser elegit vicepresident de la República en l'etapa encapçalada pel general Emílio Garrastazu Médici.